# Ryohei Yoshihama
Ryohei Yoshihama (?), född 24 oktober 1992 i Kanagawa prefektur, är en japansk fotbollsspelare.
Yoshihama började sin karriär 2012 i Shonan Bellmare. Efter Shonan Bellmare spelade han för Fukushima United FC, Thespakusatsu Gunma, FC Machida Zelvia och Renofa Yamaguchi FC.